# لاري تومبكينز
لاري تومبكينز (بالإنجليزية: Larry Tompkins)‏ هو لاعب كرة القدم الغالية أيرلندي، ولد في 13 يونيو 1963.